# Alenka Mirković-Nađ
Alenka Mirković-Nađ (Vukovar, 1964.), hrvatska je književnica, prevoditeljica i novinarka

## Životopis
Alenka Mirković rođena je u Vukovaru 1964. godine. Bila je nastavnica tehničkih predmeta. Za vrijeme Domovinskog rata, radila je na Hrvatskom radiju Vukovar, zajedno sa Sinišom Glavaševićem. Bila je radijska tehničarka, glazbena urednica i novinarka. Slala je ratne izvještaje stranim medijima.
Napisala je knjigu 91,6 MHz – Glasom protiv topova, koja se smatra najboljom knjigom memoarske literature o Domovinskom ratu u Hrvatskoj. Za nju je dobila nagradu Ksaver Šandor Gjalski 1997. godine. Suautorica je knjige Bitka za Vukovar zajedno s Milom Dedakovićem Jastrebom i Davorom Runtićem, objavljenom 1997. godine.
Radila je u MORH-u kao stručnjak za strategiju obrane i nacionalne sigurnosti.
Priredila je izložbu ‘Vukovar u tiskanim medijima 1991 - 1996’, otvorenu u Hrvatskom domu u Vukovaru 2011. godine.
Živi i radi u Vukovaru sa suprugom kao slobodna književna prevoditeljica. Književnoprijevodnim stvaralaštvom počinje se baviti 2001. godine. Do danas prevela je petnaest knjiga, u rasponu od krimića, preko memoarske literature vezane za Drugi svjetski rat, do popularne psihologije i filozofije. Članica je DHK, DHKP i HZSU.

## Djela
- 91,6 MHz – Glasom protiv topova, Algoritam, Zagreb, 1997. (3 izdanja)[4]
- Bitka za Vukovar, (suautori Mile Dedaković Jastreb i Davor Runtić), Vinkovačke jeseni - F.W.T., Vinkovci, 1997. (2., proš. i dop. izd. Neobična naklada, Vinkovci, 2000.)

## Nagrade
- 1997.: Nagrada Ksaver Šandor Gjalski, za knjigu 91,6 MHz – Glasom protiv topova.

## Vanjske poveznice
- Alenka Mirković-Nađ, Epilog uz 3. izdanje memoarske knjige 91,7 MHz – Glasom protiv topova. Ništa, apsolutno ništa, nije važnije od tvoga života...  Arhivirana inačica izvorne stranice od 1. prosinca 2017. (Wayback Machine), Hrvatska revija, 3-4, 2011.